# Edu Falaschi
Eduardo "Edu" Falaschi (São Paulo, 18 de mayo de 1972) es un cantante de heavy metal brasileño, conocido como el exvocalista de la banda de power metal progresivo Angra. Actualmente lidera su propio proyecto titulado Almah.

## Biografía

### Comienzos
A la edad de catorce años, Falaschi tuvo su primera experiencia musical cuando recibió su primera guitarra, es desde allí que comenzó su interés musical. Poco después se convirtió en baterista durante seis meses en una banda de blues, y el bajista y el guitarrista de una banda que se zurcido. Allí también comenzó como miembro del coro. En 1989, un amigo lo invitó a unirse a su grupo de amigos como cantante. Grabaron un demo y llegaron a la final de un concurso realizado en un festival. El grupo terminó en tercer lugar, lo que les animó a hacer una banda de rock verdadera y escribir sus propias canciones. Así fue como nació la banda Mitrium en 1990, el primer grupo de Falaschi como cantante y compositor profesional. En 1991, grabaron su primer demo, mientras que en 1992 grabaron el segundo; todas las canciones fueron escritas por Falaschi.
El grupo tuvo éxito rápidamente en su ciudad por lo que decidieron ir a Sao Paulo, donde firmaron un contrato con la compañía discográfica ARMY RECORDS donde lanzó un EP de 4 pistas, Eyes of Time. Una vez más, Falaschi escribió todas las canciones. El álbum recibió muchos elogios de la prensa especializada y la banda alcanzó rápidamente el éxito. Con el creciente reconocimiento de Falaschi, en enero de 1994 participó en un concurso organizado para encontrar un nuevo cantante para el grupo Iron Maiden, el cual reemplazaría a Bruce Dickinson desde que dejó la banda. Debido sus experiencias pasadas, optaron por no creer que podía llegar lejos pero sorprendentemente, él era parte de la lista de los cantantes seleccionados en Brasil y luego entre los cantantes mundo. Incluso ha estado en contacto con Dick Bell, el gerente de producción de Iron Maiden.

### Symbols y Venus
A mediados de 1998, la banda Symbols le pidió que fuera su productor para su primer álbum. El cantante era en realidad el hermano de Edu Falaschi, Tito. Falaschi produjo el grupo en julio e incluso se convirtió en un miembro de pleno derecho. Mientras tanto, todavía en el año 1998, escribió canciones y cantó en el grupo de sus amigos Venus, para el álbum "Ordinary existence".
Como los miembros del grupo Symbols a menudo cambiaban, decidieron llamar Symbols al grupo. Su primer álbum llamado Symbols se lanzó en 1998. De nuevo Falaschi fue capaz de demostrar su talento a través de este álbum. En 2000, Symbols lanzó su segundo álbum "Call to the end", que ha vendido muchas copias en Brasil y en el extranjero.

### Llegada a Angra y salto a la fama
Sin embargo, en 2000, Angra estaba buscando un nuevo vocalista y Falaschi ya era uno de los más propensos a unirse al grupo. Luego, en agosto, se le invitó a hacer un casting con otros cantantes. Unos meses más tarde, se enteró de que él era el nuevo cantante de Angra. 
En 2001, realizó una gira con ellos, realizando más de 100 conciertos por todo el mundo después de la publicación del álbum "Rebirth" álbum que fue oro en Brasil, con 50.000 discos vendidos en ese entonces. Edu estuvo muy involucrado en "Rebirth" al componer canciones como Nova Era, Heroes of Sand, Judgement Day y Bleeding Heart. A mediados de diciembre de 2001, Angra hace uno de los conciertos más exitosos con Edu como vocalista donde presentan el álbum Rebirth y además cantan canciones de la era de Matos, es allí donde Edu demuestra su gran versatilidad y dominio de los agudos algo que anteriormente había preocupado a los fanes. Poco después, en el año 2002 se lanza el EP de Angra llamado Hunters and Prey. A mediados del 2002, se lanza el DVD Rebirth World Tour - Live in São Paulo hecho el 21 de diciembre de 2001.
En 2004 Angra lanzó su nuevo disco "Temple of Shadows", donde Falaschi demuestra su versatilidad como cantante, con una diferente voz, arreglos más profundos. En esta ocasión, se invitó a los amigos como Kai Hansen de Gamma Ray y de Blind Guardian Hansi Kursh para cantar con Edu. En este álbum, compuso las siguientes canciones: Spread your Fire, Angels and Demons y Wishing Well. En 2006 se lanza otro álbum llamado Aurora Consurgens, éste pese a no tener mucho éxito enseña un estilo muy diferente al visto previamente.
En 2007, los miembros de la banda se toman un descanso temporal que terminaría a principios del 2009.
En 2010 se realizaría el último álbum con Edu como vocalista llamado Aqua donde se ve una voz muy desgastada y un estilo más oscuro, aquí compone las siguientes canciones: Arising Thunder, Lease of Life, Awake from Darkness y Spirit of the Air. Poco a poco se empiezan a notar actuaciones cada vez peores donde el vocalista demostraba ligeras desafinaciones, esto finalmente se haría notable en su presentación en el Rock in Rio en el año 2011 en la cual se ve un muy bajo desempeño sumado a los problemas de sonido.

## Salida de Angra y actualidad
Finalmente Falaschi realizaría un tratamiento y no sería hasta mediados del 2012 que anuncia su salida de Angra para concentrarse en su banda Almah. En 2012, Symbols hace su aniversario de 15 años en el bar Manifesto, presentación en la que se ve a un Edu que realmente progresó a comparación de sus actuaciones pasadas con Angra. Su trabajo más reciente es Unfold, primer álbum desde su salida de Angra, según él, la gente puede encontrar el verdadero potencial de Almah en otras palabras este disco es sin duda el que más personalidad tiene. "Unfold" significa "despliegue" en castellano ese el por qué de este título. En mayo de 2014, fue seleccionado para participar en "The Legend Of Valley Doom" Metal Opera junto a otros vocalistas.

## Voz
Es barítono pero ha demostrado tener una gran versatilidad a la hora de realizar notas que pertenecen al rango de un tenor. Su rango aproximado es de C#2-G#5. Su problema con la voz se originó al cantar frecuentemente canciones hechas para la voz de Andre Matos pero esto no fue lo que determinó ese gran problema en su potente voz, recientemente se reveló que el problema real fue un reflujo de ácido que afectó profundamente las cuerdas vocales de Falaschi, pero pese a esto el cantante pudo recuperarse gracias a un gran tratamiento que lo ayudó notablemente.

## Participaciones
Además de cantar, producir y componer, Edu ha prestado su voz en otros proyectos:
- Atlantyca – To Nowhere And Beyond (2012)

Colabora en las siguientes pistas: Nowhere And Beyond, Underworlds
- NEVERLAND – Orphidia (2010)

Pista en la que colabora: Ashes To Fall
- KRUSADER – Angus (2009)

Colabora en: Again
- VERSOVER – House of Bones (2003)

Colabora en: Signs Of The past
- GENIUS Rock Opera Episode 2: In search Of The Little Prince (2002)

Colabora en: Playing in their dreams
- William Shakespeare’s HAMLET (2001)

Colabora en: Stormy Nights, To be
- Rodrigo ALVES – Suddenly (1997)

Colabora en: Another Night Gets Longer (junto a Andre Matos)
- Symbols – Faces (2005)

Colabora en: Bright Times
- THE METAL FORCES – Glorious (2006)

Colabora en: Glorious
- SCELERATA – Darkness And Light (2006)

Colabora en: The Spell Of Time
- Soulspell - Laberynth of truths

Colabora en: A Secret Compartment
- Stardust Reverie - Proclamation of Shadows

Colabora en: Resemblance.

## Discografía

### Angra
- Rebirth (2001)
  - Acid Rain (2001) - single
  - Hunters and Prey (2002) - EP
- Rebirth World Tour - Live in São Paulo (2002)
- Temple Of Shadows (2004)
  - Wishing Well (2004) - single
- Aurora Consurgens (2006)
- Aqua (2010)
  - Arising Thunder (2010) - single

### Mitrium
- Eyes of Time / Shining from the Darkness  (1994)

### Symbols
- Symbols (1998)
- Call to the End (2000)

### Venus
- Ordinary Existence (1998)

### Almah
- Almah (2006)
- Fragile Equality (2008)
- Motion (2011)
- Unfold (2013)
- E.V.O. (2016)

### Solista
- Moonlight (2016)
- Ballads   (2017)
- The Glory of Sacred Truth   (2018) - EP
- Vera Cruz (2021)
- Eldorado (2023)

### Solista en vivo
- Temple Of Shadows In Concert (2020)
- Vera Cruz - Live in São Paulo (2025)